# جورج بليس
جورج بليس هو محامي وقاضي وسياسي أمريكي، ولد في 1813 في جيريتشو في الولايات المتحدة، وتوفي في 24 أكتوبر 1868 في ووستير في الولايات المتحدة. نشط حزبياً في الحزب الديمقراطي. وقد انتخب عضو مجلس النواب الأمريكي ‏.